# Cosmisoma violaceum
Cosmisoma violaceum är en skalbaggsart som beskrevs av Dmytro Zajciw 1962. Cosmisoma violaceum ingår i släktet Cosmisoma och familjen långhorningar.
Artens utbredningsområde är Venezuela. Inga underarter finns listade i Catalogue of Life.